# 스기모토 미카
스기모토 미카(일본어: 杉本 美香, 1984년 8월 27일~)는 일본의 전직 유도 선수로 2012년 하계 올림픽에서 여자 헤비급 은메달을 획득했다. 또한 세계 선수권 대회에서 금메달 2개, 동메달 3개, 아시안 게임에서 금메달 1개, 아시아 선수권 대회에서 금메달 3개, 은메달 2개를 획득했다.